# 無痛先生
《無痛先生》是一部2025年美國動作喜劇片，由丹·柏克（Dan Berk）和羅伯特·歐森（Robert Olsen）共同執導，拉爾斯·雅各布森（Lars Jacobson）編劇，傑克·奎德、安柏·米桑德、雷·尼克遜、雅各布·貝塔隆、貝蒂·加百列以及麥特·華許主演。劇情講述無法感受任何痛苦的銀行副理納森·肯恩，試圖拯救在銀行搶案中成為人質的女友。
《無痛先生》由派拉蒙影業排定2025年3月14日於美國上映，外界口碑正面。

## 剧情
内森·凯恩（Nathan Caine）是个性格温和内向的人，患有先天性无痛无汗症（CIPA），这种病让他感觉不到疼痛也不会出汗。他在圣地亚哥一家信托信贷联盟担任助理经理。他的同事雪莉·马格雷夫（Sherry Margrave）对他颇有好感，但内森因为自身的特殊状况以及缺乏与女性交往的经验而犹豫不决。一次和雪莉在酒吧时，内森遇到了中学时欺负他的恶霸，那人还叫他“奴佛卡因”（Novocaine，一种麻醉剂）。雪莉为了替内森出气，设计骗那个恶霸喝下了一杯烈性辣酱；之后，内森和雪莉发生了关系。
第二天早上，也就是平安夜，由西蒙·格林利（Simon Greenly）带头的一伙装扮成圣诞老人的劫匪抢劫了这家信贷联盟。西蒙杀害了内森的上司奈杰尔（Nigel），并劫持了雪莉作为人质。内森一时冲动，偷了一辆警车去追赶载着雪莉的车辆，但他追错了车，最终在一家餐厅的厨房里与另一名劫匪本·克拉克（Ben Clark）发生了冲突。内森最终开枪打死了本，但在此之前，他在从一个油炸锅里捡回本的枪时，手部被严重烫伤。
内森留意到本身上的纹身，于是请求他唯一的朋友——一位从未见过面的游戏玩家罗斯科·迪克森（Roscoe Dixon）——帮忙寻找纹身师。他成功追踪到了纹身师泽诺（Zeno），并审问他以获取本的住址，希望能借此找到雪莉。经过一番打斗，内森设法从泽诺口中得知了本的姓氏，随后他联系了一位同事，利用本的贷款文件查到了他的家庭住址。然而，本的房子里布满了陷阱，内森不慎掉入一个圈套动弹不得；绝望之下，他打电话向罗斯科求助。这时，本的兄弟安德烈（Andre）进入房子并开始折磨内森，内森则（利用自己无痛的特点）假装感到疼痛。罗斯科及时赶到，两人合力制服并杀死了安德烈。随后，警官明西·兰斯顿（Mincy Langston）和她的搭档科尔特兰·达菲（Coltraine Duffy）抵达现场，逮捕了与内森互换了衣服的罗斯科。
内森在一家汽车修理厂找到了雪莉和西蒙，并震惊地发现雪莉竟然是西蒙的妹妹，也是这次抢劫案的同谋；她最初的计划是引诱内森以套取银行金库密码，但过程中却对他产生了真实的感情（并且对西蒙毫无必要地杀害了她的上司奈杰尔感到恐惧）。西蒙不顾雪莉的反对，试图杀死内森，但被赶到的警官科尔特兰开枪击中。随后，雪莉和内森被逮捕。然而，西蒙反手开枪打死了科尔特兰，并打伤了明西，接着挟持着内森乘坐救护车逃离。雪莉挣脱了手铐，奋力追赶救护车，而罗斯科则负责将受伤的明西送往医院。
内森恢复意识后，奋力挣脱手铐，并用除颤器电击西蒙，导致救护车失控撞毁。对内森忍无可忍的西蒙打断了他的手臂，恰在此时雪莉赶到。就在西蒙即将对雪莉下杀手之际，内森给自己注射了一针肾上腺素，然后用自己断臂露出的骨头猛地刺穿了西蒙的下颚，将其杀死。随后，内森因伤势过重和极度疲惫而昏了过去。
两周后，内森在医院醒来，得知自己最终的判决是六个月的居家监禁和五年的缓刑，免于漫长的牢狱之灾，这主要是因为他救了那名被他偷走警车的警察的性命。
一年后，内森去探望雪莉，她因为在抢劫案中所扮演的角色而被判处了较短的刑期，此时已接近服刑尾声。两人一起分享了一个樱桃派——这正是雪莉在他们第一次约会时带内森品尝的食物（也是内森很长时间以来吃的第一顿固体食物）。当狱警押送雪莉返回牢房时，内森慢慢咀嚼着口中的派，脸上露出了微笑。

## 演員
- 傑克·奎德飾演納森·肯恩：患有罕見疾病「先天性痛覺不敏感症」的銀行副理。
- 安柏·米桑德飾演雪莉·馬格雷夫：納森的同事兼女友。
- 雷·尼克遜飾演賽門·葛林利
- 雅各布·貝塔隆飾演羅斯科·迪克森
- 貝蒂·加百列飾演明西·蘭斯頓
- 麥特·華許（英语：Matt Walsh (comedian)）飾演科爾特蘭·達菲

## 製作
2023年10月，宣布傑克·奎德將主演一部名為《無痛先生》的電影，該片由丹·柏克（Dan Berk）和羅伯特·歐森（Robert Olsen）共同執導，拉爾斯·雅各布森（Lars Jacobson）編劇。2024年2月，派拉蒙影業收購了電影的發行權，並宣布安柏·米桑德參與演出。3月，雷·尼克遜、雅各布·貝塔隆、貝蒂·加百列以及麥特·華許參與演出。
電影於2024年4月8日在開普敦展開主體拍攝。

## 發行
《無痛先生》由派拉蒙影業排定2025年3月14日於美國上映。

## 外部連結
- 官方网站
- 互联网电影数据库（IMDb）上《無痛先生》的资料（英文）
- Box Office Mojo上《無痛先生》的資料（英文）
- 爛番茄上《無痛先生》的資料（英文）
- Metacritic上《無痛先生》的資料（英文）
- 開眼電影網上《無痛先生》的資料（繁體中文）
- 豆瓣电影上《無痛先生》的資料 （简体中文）